# 利休饅頭

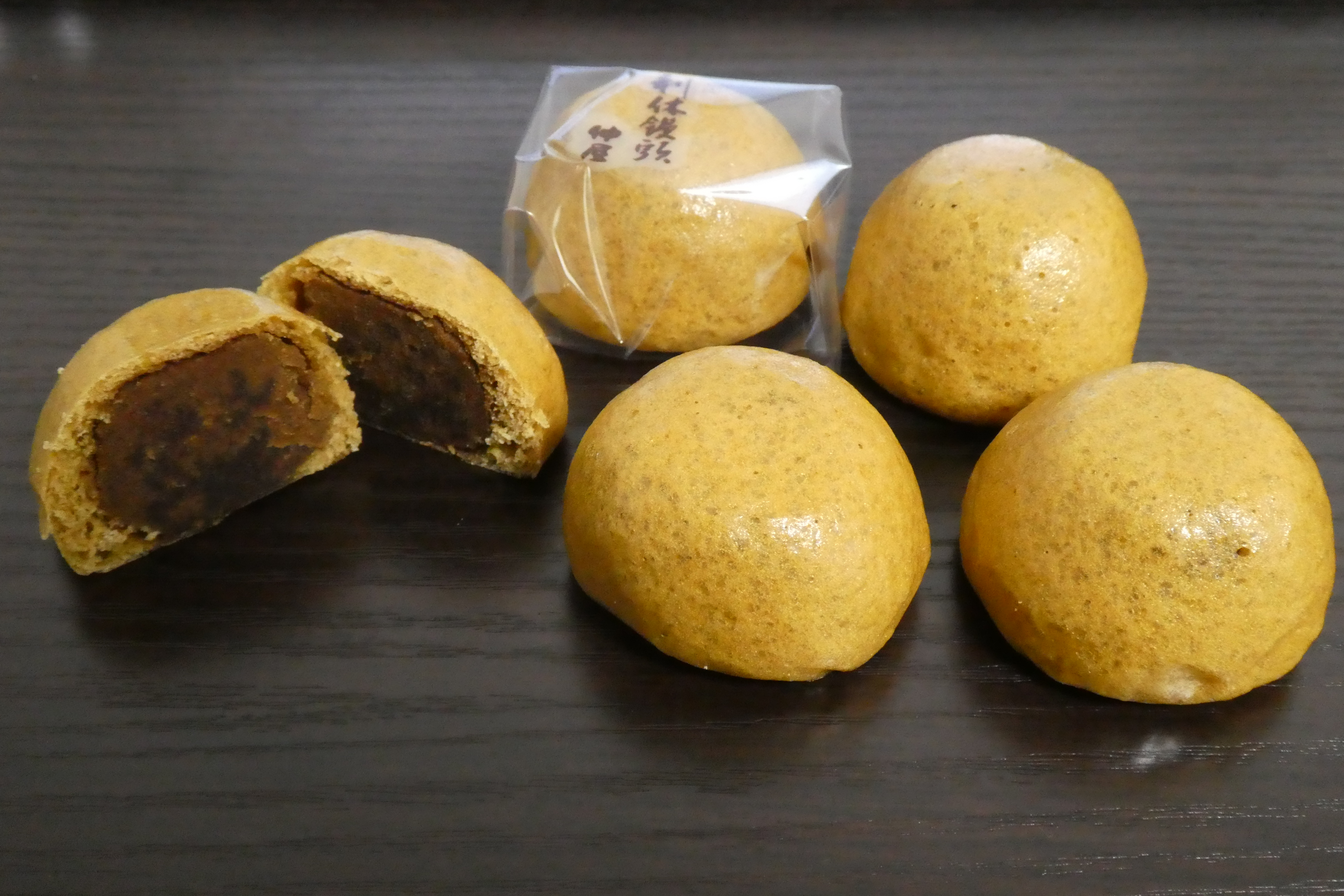
島根県浜田市「仲屋」の利休饅頭

利休饅頭、利久饅頭（りきゅうまんじゅう）は、和菓子のうち、饅頭の一種。大島饅頭（おおしままんじゅう）とも呼ばれる。

## 概要
「利休」の名の由来は、各地域及び菓子店によって逸話に差があるものの、千利休にちなみ、茶会の際のお茶請け（茶菓子）として出されたことが由来であることが共通している（後述）。旅館・料亭等で温物として出されることがある。
各地域及び菓子店によって内容や大きさなどに相違点があるものの、多くは蒸し饅頭であり、皮に黒砂糖を用い（「大島饅頭」の名は黒砂糖の産地である奄美大島にちなむ）、中に餡の入った構造である。
小麦粉を薄く溶いたものを衣にして、利休饅頭を揚げるという食べ方がある。
古典落語『茶の湯』において、料理のできない主人公が「利休饅頭」と称して作る和菓子が登場する。これは蒸したサツマイモと蜜を練って、魚油を塗った型にはめるという、本家とは似ても似つかぬおかしな製法の、非常にまずいものとして語られる。